# Parti impérial national-libéral
Le parti impérial national-libéral (en allemand Nationalliberale Reichspartei, NLRP) est un parti politique allemand créé en juin 1924, en faveur de la fusion du Parti populaire allemand et du Parti national du peuple allemand (Deutschnationale Volkspartei).

## Histoire
Alors que Gustav Stresemann est chancelier puis ministre des Affaires étrangères, se forme au sein du DVP une faction au Reichstag d'opposition à droite. Cette opposition apporte un fort soutien à la grande industrie.
Ce cercle formé autour d'Albert Vögler, Hugo Stinnes, Oskar Maretzky, Reinhold Quaatz (de) a pour but non seulement une union de tous les groupes politiques de droite, mais aussi avec le DNVP un renversement du gouvernement Stresemann. Pour donner une organisation de base à ces aspirations politiques, la Fédération Libérale Nationale (Nationalliberale Vereinigung, NLV) est fondée le 12 mars 1924.
Les exigences du NLV consistent au rassemblement de toutes les forces politiques, nationales et anti-socialistes, issues du Parti national-libéral, dissous en 1918. La décision du groupe DVP au Reichstag devait être de centre-droite d'après la coalition des forces politiques. Cette union doit s'opposer aux sociaux-démocrates et à ce qui était une coalition autour du SPD du temps de la Prusse.
Le conseil du NLV est représenté par Albert Vögler, Reinhold Georg Quaatz, Johann Becker et Moritz Klönne (de). Le conseil du DVP juge la formation du NLV incompatible avec les statuts du parti et demande le 7 avril 1924 la démission des membres qui rejoignent le NLV. Ces derniers répondent que le NLV est une organisation non partisane.
Dans le même temps, le NLV présente ses objectifs fondamentaux. Il veut aboutir à la formation d'un gouvernement fort qui devra sortir "le peuple allemand de l'état de faiblesse et de la décomposition socialiste". Cela passe par une opposition au marxisme et à la social-démocratie, qui "aliènent les travailleurs allemands". Il s'agit de mettre fin au concept de lutte de classe et créer une "communauté d'opinion et de travail rassemblant les employés et les employeurs". En politique étrangère, on privilégie des accords avec les autres puissances européennes et à une renégociation du "tribut de guerre".
Aux élections législatives allemandes de mai 1924, le NLV n'obtient aucun élu directement. Seul Oskar Maretzky obtient un siège après un accord. L'objectif politique du NLV qui consiste en une association entre le DVP et le DNVP n'est pas atteint. Par conséquent, les représentants du NLV à la recherche d'une nouvelle solution décident de former le Nationalliberalen Reichspartei (NLRP) le 22 juin 1924 à Berlin, Maretzky est élu président du parti.
Le NLRP choisit de ne pas présenter de candidats aux élections législatives allemandes de décembre 1924. Ils appellent les électeurs à se porter vers le DVP, en opposition à la social-démocratie et pour une coalition avec le DNVP. En février 1925, Maretzky et son entourage rejoignent le DNVP.
Un petit groupe se réclamant de la ligne politique du NLRP se maintient jusqu'à sa dissolution en 1926. En Bavière, jusqu'en novembre 1927, un "Nationalliberale Landespartei Bayern" calque son programme sur le programme du NLRP. Il finit par rallier le DNVP.

## Source, notes et références
- (de) Cet article est partiellement ou en totalité issu de l’article de Wikipédia en allemand intitulé « Nationalliberale Reichspartei » (voir la liste des auteurs).